# Encheloclarias tapeinopterus
Encheloclarias tapeinopterus är en fiskart som först beskrevs av Pieter Bleeker 1852.  Encheloclarias tapeinopterus ingår i släktet Encheloclarias och familjen Clariidae. IUCN kategoriserar arten globalt som sårbar. Inga underarter finns listade i Catalogue of Life.